# 汪之彥
汪之彦，號九水，湖廣武昌府江夏县人。明朝政治人物。同進士出身。

## 生平
萬曆二十五年（1597年）丁酉科湖廣鄉試第四名舉人，萬曆二十六年（1598年），聯捷戊戌科進士，礼部觀政，任江西建昌府推官，丁憂歸，卒。